# Vredenburghzone

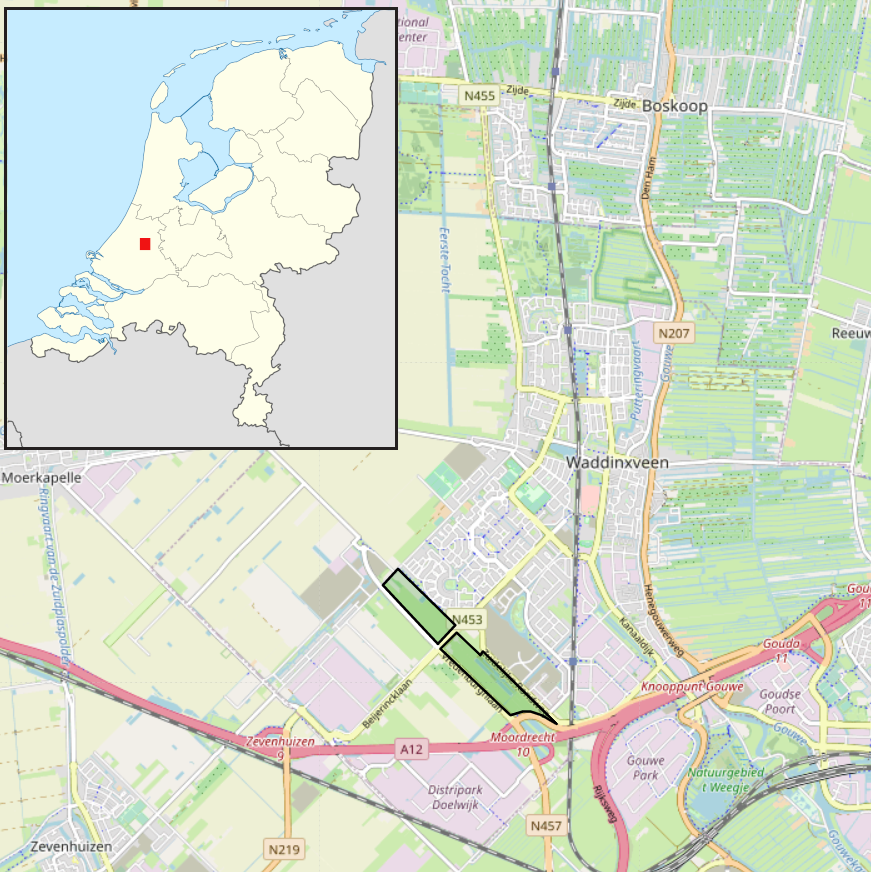
Locatie Vredenburghzone

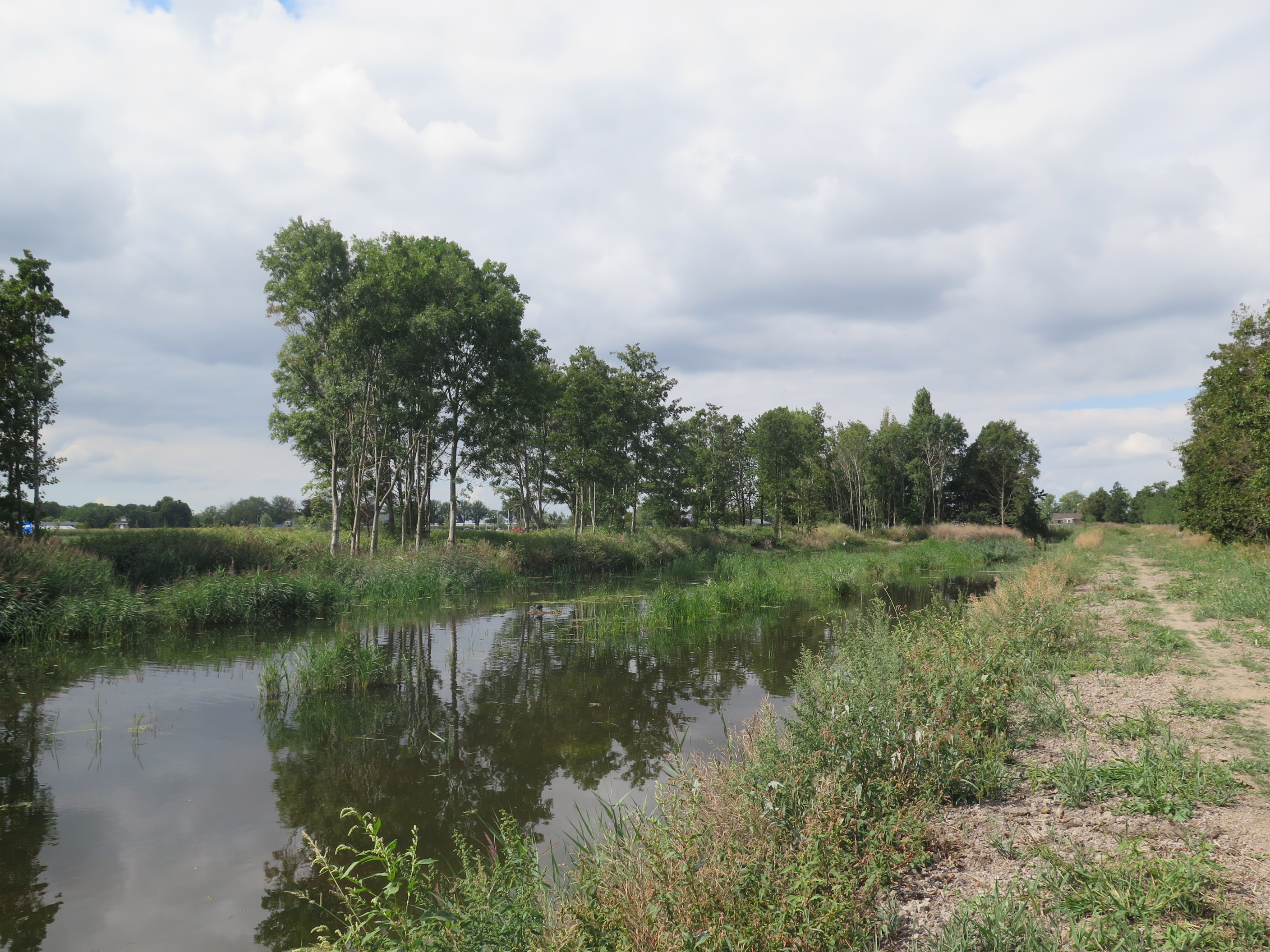
Vredenburghzone, ruimte voor water

De Vredenburghzone is de werknaam van de ontwikkeling van een buitengebied in het zuiden van de Nederlandse gemeente Waddinxveen. Het gebied bestaat voornamelijk uit veenweiden met een oppervlakte van ongeveer 1800 x 200 meter. Het ligt tussen de woonwijken Zuidplas en Park Triangel en de Vredenburghlaan. De Vredenburghzone bestaat uit twee deelgebieden die aan weerszijden van de Beijerincklaan liggen.
De gemeente heeft de ambitie om minstens de helft van het gebied te ontwikkelen tot een natuur- en recreatiegebied.
De naam Vredenburgh is afkomstig van het aan de Plasweg gelegen Huis Vredenburgh, dat dateert van direct na de drooglegging van de Zuidplaspolder.

## Ontwikkeling

### Gebiedsvisie
In 2018 en 2019 heeft de gemeente samen met de inwoners een gebiedsvisie opgesteld. In die visie staat wat de ruimtelijke grenzen zijn voor de ontwikkelingen in het gebied.
Om de bestaande wegen van Waddinxveen te ontlasten is de provincie bezig
een randweg rond Waddinxveen te realiseren, waarvan een deel
- de Vredenburghlaan - door het open gebied ten zuiden van de wijk Park Triangel
loopt. Parallel met die aanleg heeft de gemeente Waddinxveen besloten de ontwikkeling van de Vredenburghzone, zoals de planmakers het gebied noemen, op de
agenda te plaatsen. Een duurzame, recreatieve natuurontwikkeling van het gebied tussen de bestaande en
nieuwe woonwijken en de Vredenburghlaan. Deze landschappelijke groene “bufferzone” kan onderdeel worden van doorgaande ecologische hoofdstructuren.
De volgende doelstellingen zijn meegegeven:
- Een toegankelijk recreatief gebied
- Het behoud en de versterking van de natuurfunctie en ecologische waarde in het gebied
- Een bijdrage leveren aan een gezonde leefomgeving
- Het optimaal benutten van groen
- De landschappelijke inpassing van de Vredenburglaan

Er is gekozen voor een zorgvuldig meerjarig ontwikkelingsproces. Bewoners in het gebied en de directe omgeving, grondeigenaren en de
gemeente zijn een open samenwerking aangegaan om de meegegeven doelstellingen in het gebied van bijna 40 hectare te realiseren.

### Ontwikkelstrategie
Het doel is om minimaal de helft van de Vredenburghzone in kleine stappen in te richten als natuur- en recreatiegebied. Alleen de gebieden waar de gemeente eigenaar van is, worden ontwikkeld.

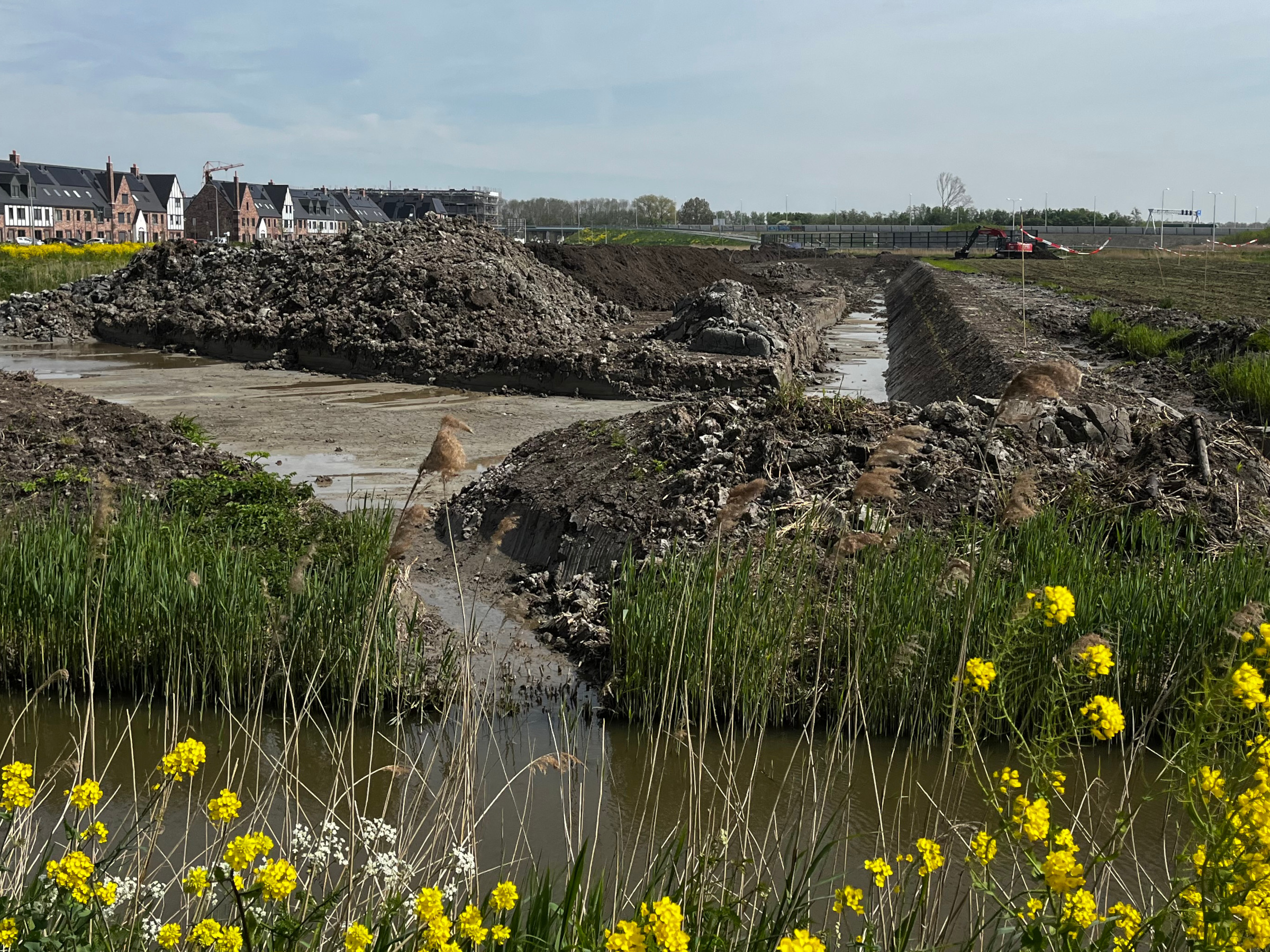
Werkzaamheden voor fase 2

## Uitvoering
Het oostelijke deel van de Vredenburghzone wordt natuurontwikkeling gecombineerd met extra ruimte voor water. Als er veel neerslag valt, is er een plek voor waterberging. Verder wordt er een plas-draszone ingericht en een grondwal gemaakt, die de Vredenburghlaan afschermt van het woongebied.
In 2022 is fase 1 van de Vredenburghzone voltooid. Er is meer ruimte voor water gemaakt, waardoor
de waterkwaliteit is verbeterd en is het gebied geschikt geworden voor planten en dieren.
De bestaande watergangen zijn hiervoor aangepast.
In maart 2023 zijn de werkzaamheden begonnen voor fase 2. Als eerste werd er gegraven. Eind 2023 waren de gebieden van fase 2 geheel ingericht. 
Door de aanleg van de Blankenburgverbinding moet Rijkswaterstaat ongeveer 30 hectare groen compenseren. De gemeente Waddinxveen gaat hiervan één hectare groen compenseren voor Rijkswaterstaat. In 2024 komen de gemeente Waddinxveen en Rijkswaterstaat overeen dat er 200 bomen geplant worden in de Vredenburghzone. In mei 2024 zijn daarvoor op verschillende plekken in de Vredenburghzone bomen zoals berken, eiken, elzen, lindes en kastanjebomen
geplant.